# Lettonie au Concours Eurovision de la chanson 2018
La Lettonie est l'un des quarante-trois pays participants au Concours Eurovision de la chanson 2018 qui se déroule à Lisbonne au Portugal. Le pays est représenté par Laura Rizzotto et sa chanson Funny Girl, sélectionnées via l'émission Supernova. La Lettonie termine en 12e position de sa demi-finale avec 106 points, ce qui ne lui permet pas de se qualifier.

## Sélection
Le pays a annoncé sa participation le 13 août 2017.

### Format
Pour cette année 2018, l'émission de Supernova est reconduite pour sa quatrième édition. Après la 6e place d'Aminata Savadogo en 2015, la 15e place de Justs en 2016, la Lettonie ne parvient pas à réitérer l'exploit de la qualification en finale avec le groupe Triana Park, sélectionné avec la chanson Line qui termine à la 18e et dernière place d'une des demi-finales.
Cette sélection voit 21 candidats concourir pour représenter la Lettonie à l'Eurovision. Ces 21 candidats sont répartis en trois demi-finales de sept participants. De chacune de ces demi-finale, deux artistes se qualifient pour la finale, laquelle désignera le représentant de la Lettonie pour l'Eurovision à Lisbonne.

### Chansons
| Artiste                            | Chanson                 |
| ---------------------------------- | ----------------------- |
| Agnese Stengrevics                 | You Are My World        |
| DVINES                             | More Than Meets the Eye |
| Ed Rallidae                        | What I Had with You     |
| Edgars Kreilis                     | Younger Days            |
| Hypnotic                           | Pray                    |
| In My Head                         | Sunset                  |
| Jenny May                          | Soledad                 |
| Katrīna Gupalo and The Black Birds | Intoxicating Caramel    |
| Katrine Lukins                     | Running Red Lights      |
| Kris & Oz                          | Morning Flight          |
| Laura Rizzotto                     | Funny Girl              |
| Lauris Valters                     | Lovers Bliss            |
| Liene Greifāne                     | Walk the Talk           |
| MADARA                             | Esamība                 |
| Markus Riva                        | This Time               |
| MIONIA                             | You                     |
| Monta                              | 1000 Roses              |
| Rahu the Fool                      | Oh Longriver            |
| Riga Reggae                        | Stop the War U2         |
| Ritvars                            | Who's Counting?         |
| Sudden Lights                      | Just Fine               |

## Émissions

### Demi-finales
- Qualifiés
- Wildcard

#### Demi-finale 1: le 3 février 2018
Lors de cette première demi-finale, sept artistes participent et deux d'entre eux se qualifient pour la finale. Le groupe Sudden Lights s'est qualifié pour la finale au terme des trois demi-finales, en tant que wildcard.
| Ordre | Artiste                            | Chanson                 | Télévote | Télévote | Télévote | Jury | Total | Place |
| Ordre | Artiste                            | Chanson                 | SMS      | Internet | Spotify  | Jury | Total | Place |
| ----- | ---------------------------------- | ----------------------- | -------- | -------- | -------- | ---- | ----- | ----- |
| 1     | Katrīna Gupalo and The Black Birds | Intoxicating Caramel    | 357      | 222      | 24%      | 5    | 9     | 5     |
| 2     | Rahu the Fool                      | Oh Longriver            | 165      | 140      | 3%       | 6    | 13    | 6     |
| 3     | DVINES                             | More Than Meets the Eye | 356      | 386      | 3%       | 3    | 8     | 4     |
| 4     | Agnese Stengrevics                 | You Are My World        | 168      | 260      | 16%      | 7    | 13    | 7     |
| 5     | Sudden Lights                      | Just Fine               | 1 154    | 1835     | 18%      | 4    | 5     | 3     |
| 6     | Edgars Kreilis                     | Younger Days            | 550      | 755      | 31%      | 2    | 4     | 2     |
| 7     | Liene Greifāne                     | Walk the Talk           | 686      | 509      | 5%       | 1    | 4     | 1     |

#### Demi-finale 2: le 10 février 2018
Cette demi-finale voit trois artistes se qualifier, de manière exceptionnelle. En effet, si seuls deux artistes ont été annoncés comme qualifiés lors de l'émission, il s'est avéré quelques jours plus tard que des problèmes techniques ont eu lieu concernant le vote en ligne. En effet, au-dessus de la chanson de Ritvars figurait une photo du groupe Riga Reggae, erreur qui a pu causer des erreurs de la part des téléspectateurs. Le diffuseur letton a donc décidé d'annuler les résultats en ligne et de ne comptabiliser que les votes par SMS et téléphone. Suivant ces nouveaux résultats, MADARA est première, ce qui n'influe pas sa qualification ; Markus Riva termine deuxième, et se qualifie pour la finale et Ritvars arrive troisième. Cependant, la production a annoncé que Ritvars resterait en lice pour la finale,.
| Ordre | Artiste     | Chanson         | Télévote | Télévote | Télévote | Jury | Total | Place |
| Ordre | Artiste     | Chanson         | SMS      | Internet | Spotify  | Jury | Total | Place |
| ----- | ----------- | --------------- | -------- | -------- | -------- | ---- | ----- | ----- |
| 1     | Hypnotic    | Pray            | 167      | Annulé   | 12%      | 6    | 11    | 5     |
| 2     | MADARA      | Esamība         | 613      | Annulé   | 25%      | 2    | 4     | 1     |
| 3     | Markus Riva | This Time       | 685      | Annulé   | 18%      | 3    | 4     | 2     |
| 4     | In My Head  | Sunset          | 117      | Annulé   | 11%      | 5    | 12    | 6     |
| 5     | Ritvars     | Who's Counting? | 319      | Annulé   | 10%      | 1    | 5     | 3     |
| 6     | Monta       | 1000 Roses      | 153      | Annulé   | 11%      | 7    | 13    | 7     |
| 7     | Riga Reggae | Stop the War U2 | 423      | Annulé   | 13%      | 4    | 7     | 4     |

#### Demi-finale 3: le 17 février 2018
| Ordre | Artiste        | Chanson             | Télévote | Télévote | Télévote | Jury | Total | Place |
| Ordre | Artiste        | Chanson             | SMS      | Internet | Spotify  | Jury | Total | Place |
| ----- | -------------- | ------------------- | -------- | -------- | -------- | ---- | ----- | ----- |
| 1     | Jenny May      | Soledad             | 211      | 227      | 12%      | 7    | 13    | 7     |
| 2     | Ed Rallidae    | What I Had with You | 211      | 323      | 17%      | 5    | 8     | 4     |
| 3     | Katrine Lukins | Running Red Lights  | 96       | 244      | 16%      | 6    | 11    | 6     |
| 4     | Lauris Valters | Lovers Bliss        | 254      | 369      | 12%      | 2    | 6     | 2     |
| 5     | MIONIA         | You                 | 145      | 141      | 14%      | 3    | 10    | 5     |
| 6     | Kris & Oz      | Morning Flight      | 316      | 463      | 14%      | 4    | 6     | 3     |
| 7     | Laura Rizzotto | Funny Girl          | 1 234    | 2 536    | 15%      | 1    | 2     | 1     |

### Finale
Lors de la finale, les huit artistes restants monteront sur scène une dernière fois. Le gagnant sera déterminé par un vote combinant les votes d'un panel de jury de musiciens professionnels ainsi que ceux du public letton.
| Ordre | Artiste        | Chanson         | Télévote | Télévote | Télévote | Jury | Total | Place |
| Ordre | Artiste        | Chanson         | SMS      | Internet | Spotify  | Jury | Total | Place |
| ----- | -------------- | --------------- | -------- | -------- | -------- | ---- | ----- | ----- |
| 1     | Sudden Lights  | Just Fine       | 1 563    | 2 357    | 28%      | 2    | 4     | 2     |
| 2     | Ritvars        | Who's Counting? | 488      | 490      | 11%      | 4    | 10    | 4     |
| 3     | MADARA         | Esamība         | 1 490    | 2 785    | 18%      | 3    | 7     | 3     |
| 4     | Liene Greifane | Walk the Talk   | 398      | 800      | 7%       | 8    | 13    | 7     |
| 5     | Lauris Valters | Lovers Bliss    | 285      | 366      | 5%       | 6    | 14    | 8     |
| 6     | Edgars Kreilis | Younger Days    | 413      | 781      | 9%       | 5    | 12    | 6     |
| 7     | Laura Rizzotto | Funny Girl      | 2 956    | 5 172    | 12%      | 1    | 2     | 1     |
| 8     | Markus Riva    | This Time       | 2 321    | 2 839    | 10%      | 7    | 10    | 5     |

## À l'Eurovision
La Lettonie a participé à la deuxième demi-finale, le 10 mai 2018. Ne terminant qu'à la 12e place avec 106 points, le pays échoue à se qualifier pour la finale à seulement cinq points d'écart avec la Hongrie, qui a terminé 10e.